# Bullina
Genre
Synonymes
- sous-genre Bulla (Bullina) Férussac, 1822[2]
- Bullinula G. B. Sowerby II, 1839[3]
- genre Bullinula G. B. Sowerby II, 1839[2]
- Perbullina Iredale, 1926[3]
- genre Perbullina Iredale, 1929[2]

Bullina est un genre de mollusques gastéropodes opistobranches marins appartenant à la famille des Aplustridae.

## Liste des espèces
Selon World Register of Marine Species (20 octobre 2021) :
- Bullina bruguieri (A. Adams, 1850)
- Bullina callizona Sakurai & Habe, 1961
- Bullina deshayesii Pilsbry, 1894
- Bullina exquisita McGinty, 1955
- Bullina lauta Pease, 1860
- Bullina lineata (Gray, 1825)
- Bullina melior (Iredale, 1929)
- Bullina nobilis Habe, 1950
- Bullina oblonga G. B. Sowerby III, 1897
- Bullina rubeopunctata Kosuge, 1979
- Bullina rubropunctata Valdés, 2008
- Bullina scabra (Gmelin, 1791)
- Bullina torrei (Aguayo & Rehder, 1936)
- Bullina tuncatula Lin, 1989
- Bullina virgo Habe, 1950
- Bullina vitrea Pease, 1860
- Bullina virgoides Helwerda, 2015 †

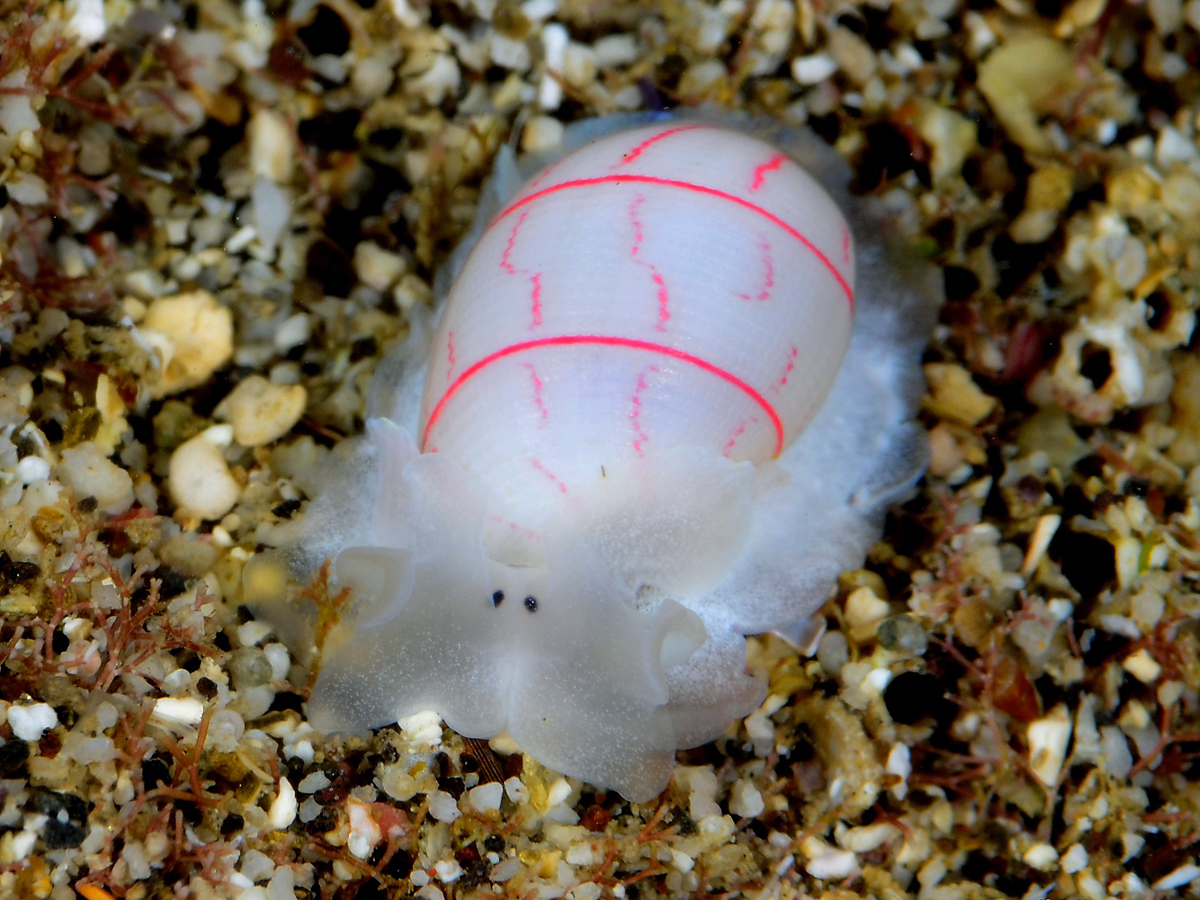
Bullina lineata à la Réunion
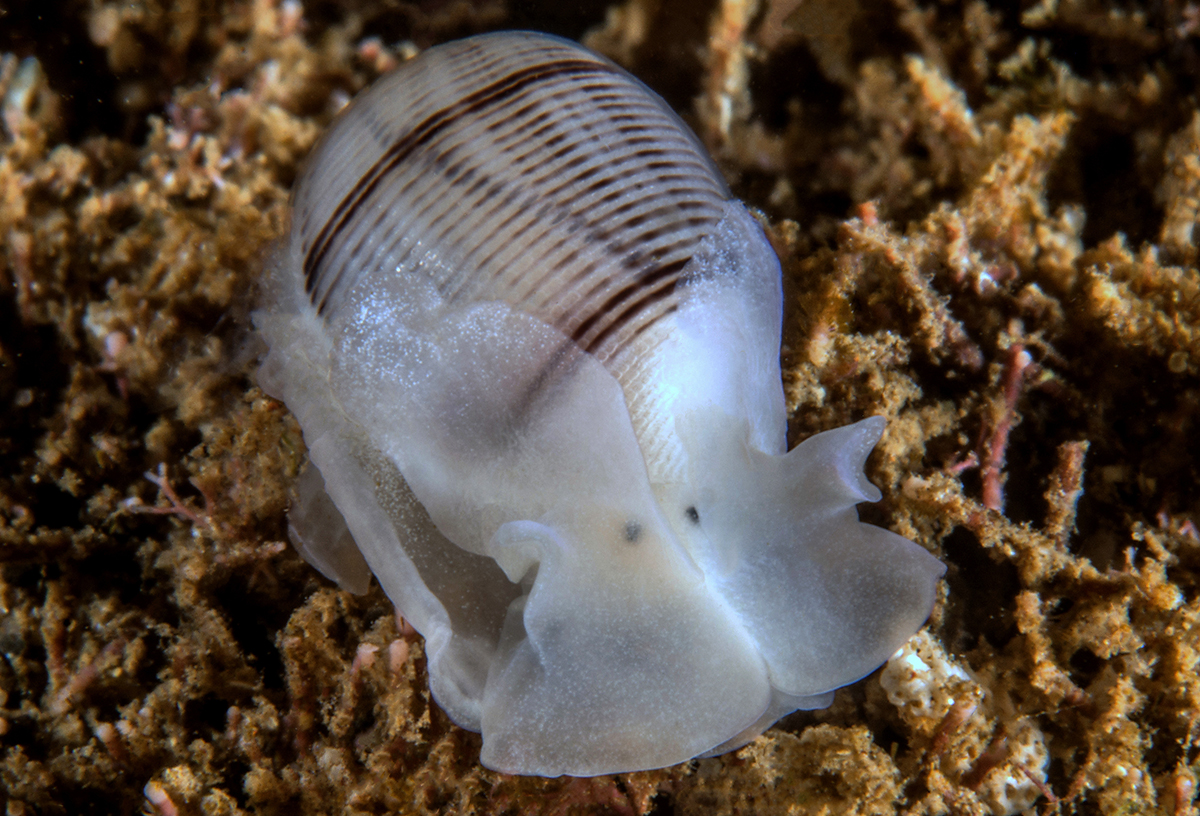
Bullina vitrea à la Réunion
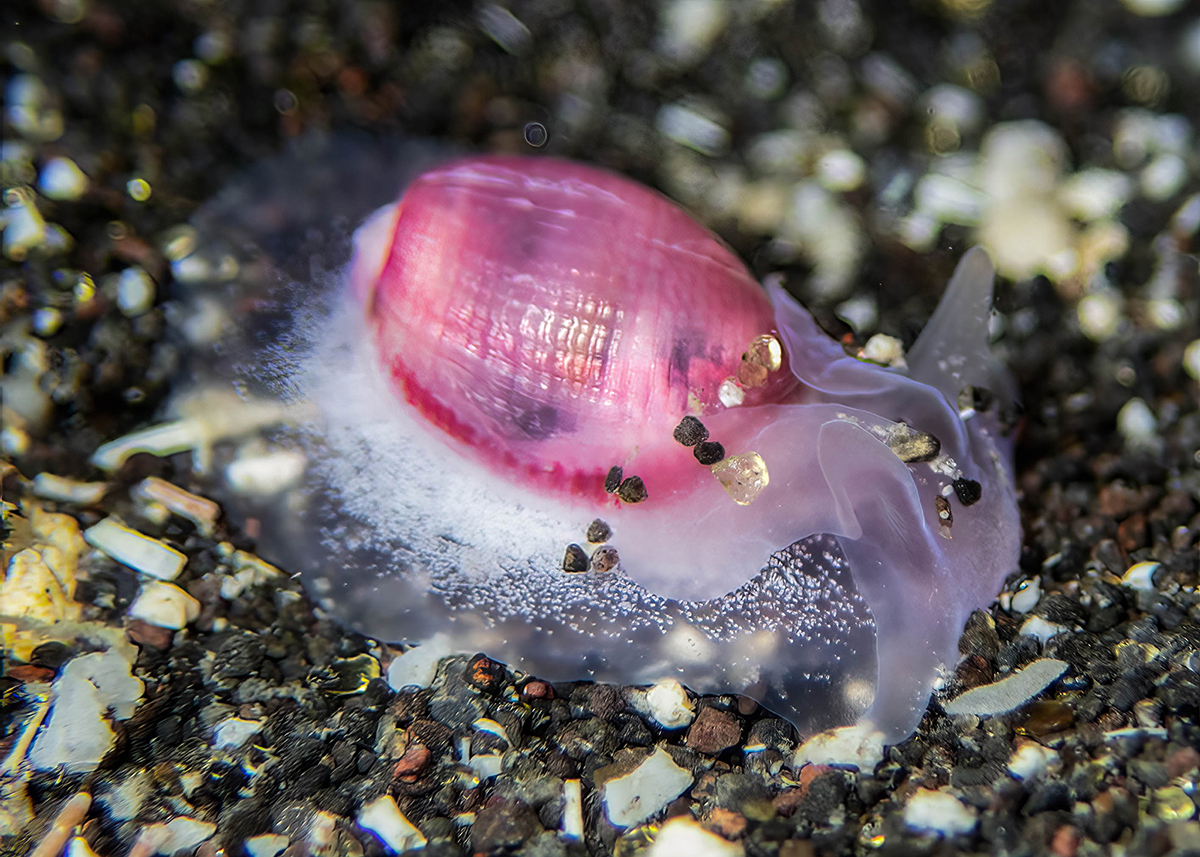
Bullina sp. 1 à la Réunion
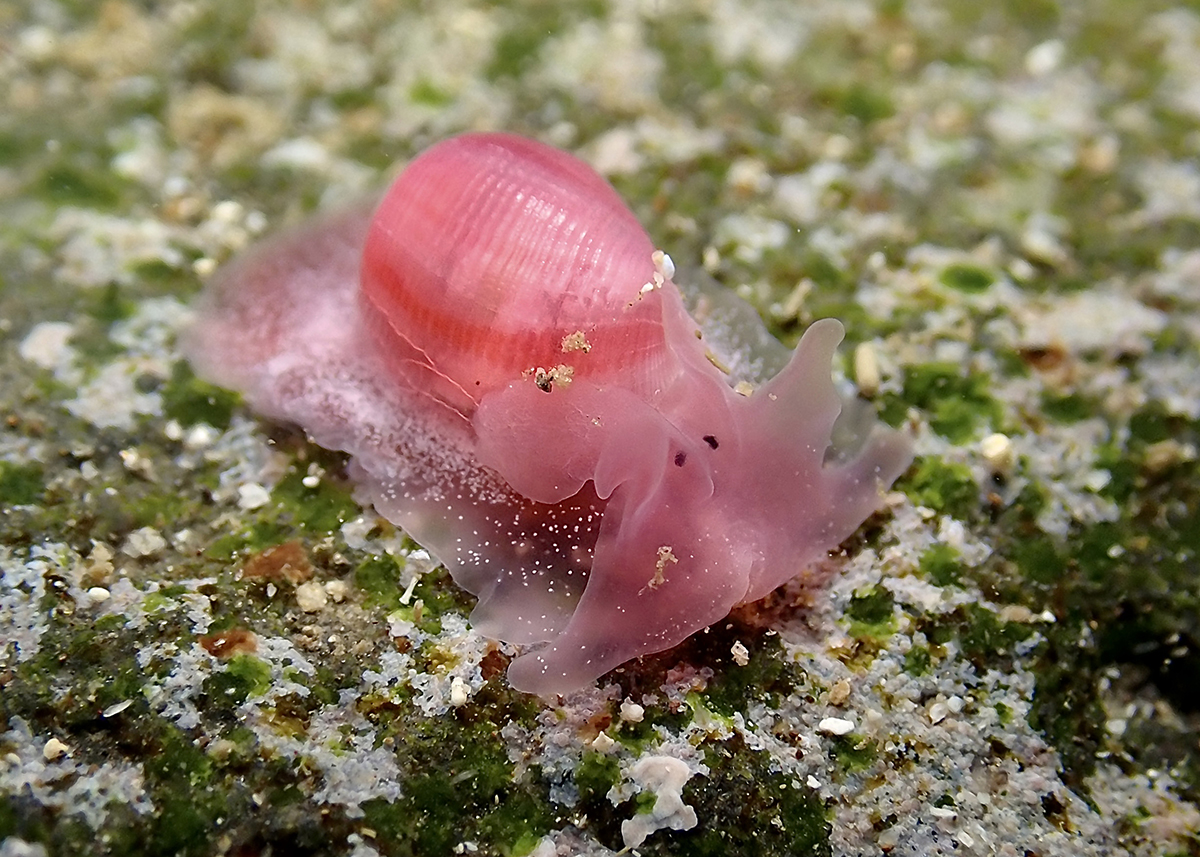
Bullina sp. 2 à la Réunion.